# Fabian Kreim

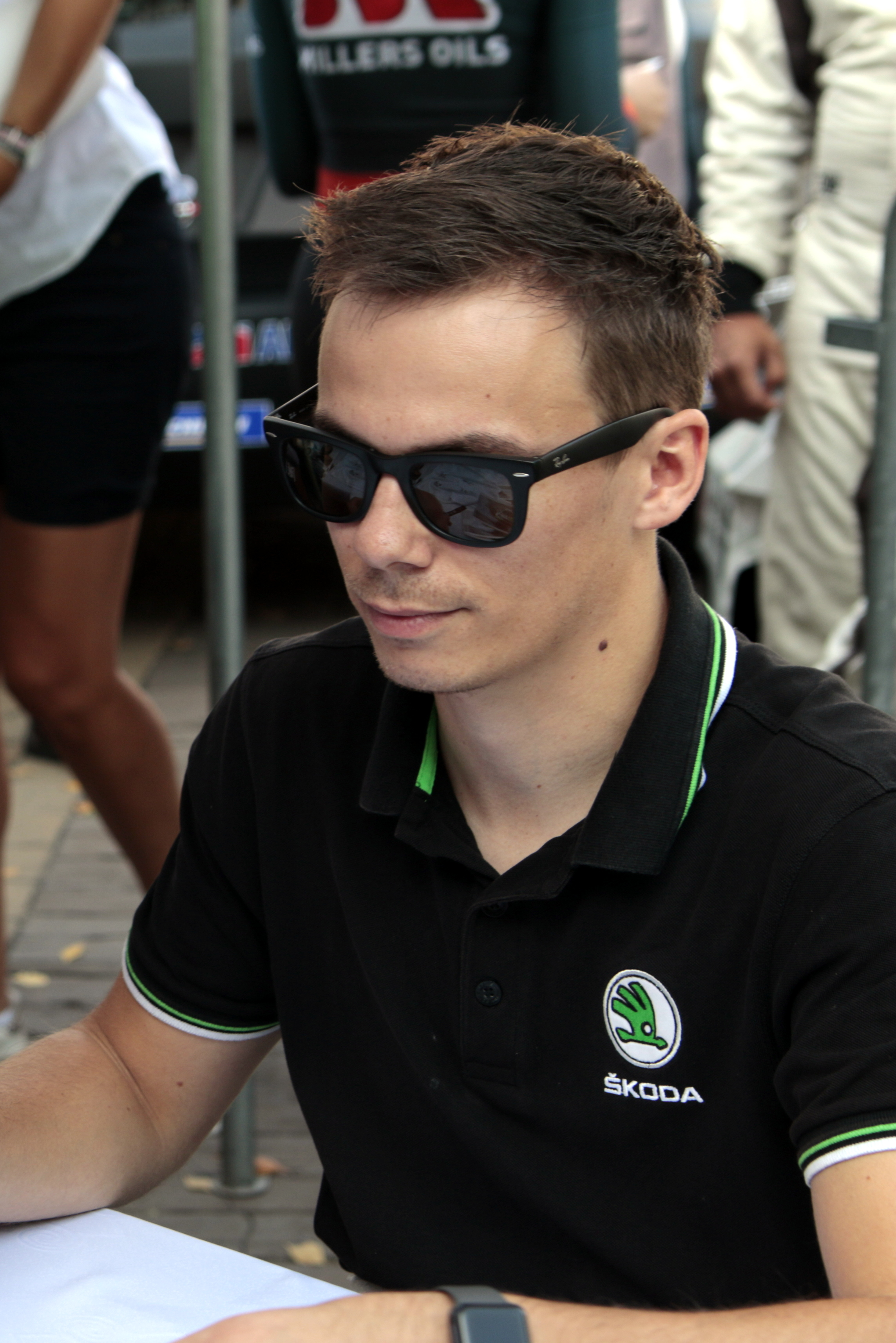
Fabian Kreim 2018

Fabian Kreim (* 2. Oktober 1992 in Lindenfels, Hessen) ist ein deutscher Rallyefahrer.

## Karriere
Kreim begann 2006 seine Karriere im Kartsport, wo er Podestplätze, Rennsiege und Meisterschaften erringen konnte. Im Jahr 2013 stieg er in den Rallyesport ein und auch hier konnte er überzeugen. Nach Klassensiegen im ADAC-Opel-Rallye-Cup folgte 2015 der Vizemeistertitel der Deutschen Rallye-Meisterschaft (DRM). In den Jahren 2016 und 2017 wurde Fabian Kreim mit seinem Co-Piloten Frank Christian Deutscher Rallyemeister. 2018 ist Kreim erfolgreich in der Rallye-Europameisterschaft (ERC) unterwegs.
Kreim lebt in Fränkisch-Crumbach im Odenwald.

## Statistik

### Karrierestationen
- 2007: DMV-Kart-Bundesmeisterschaft in der Klasse ICA Junioren
- 2008: Vizemeister DMV Kart Championship KF3
- 2009: Vizemeister DMV-Kart-Championship KF2; Dacia-Logan-Cup – diverse Polepositions und Podiumsplätze
- 2010: 3. Platz DMV-Kart-Championship KF2; ADAC-Kart-Masters, diverse Siege
- 2011: Teilnahme an diversen Slaloms und Bergrennen
- 2012: Umstieg in die Schaltkart-Klasse, diverse Laufsiege
- 2013: Einstieg in den Rallyesport; Gesamtdritter ADAC-Opel-Rallye-Cup, 1. Sieg; Vizemeister ADAC-Opel-Rallye-Junior-Cup; Aufnahme ins ADAC-Opel-Rallye-Junior-Team
- 2014: Nationale und internationale Einsätze im ADAC-Opel-Rallye-Junior-Team mit dem Opel Adam R2; 2. Platz in der Division 5; 8. Platz in der Deutschen Rallye-Meisterschaft; 8. Platz in der ADAC-Rallye-Masters
- 2015: 2. Platz in der Deutschen Rallye-Meisterschaft[1] (5 Siege) mit Škoda Auto Deutschland; 9. WRC2 Deutschland Rallye
- 2016: Deutscher Rallyemeister[2] mit Škoda Auto Deutschland; 1. Platz  FIA Pacific Cup; 2. Platz FIA Asia Pacific Championship[3][4][5]
- 2017: Deutscher Rallyemeister[6] mit Škoda Auto Deutschland
- 2018: FIA European Rally Championship (ERC)[7] mit Škoda Auto Deutschland; 3. Platz FIA-ERC-U28-Wertung; 4. Platz  FIA-ERC-Gesamtwertung
- 2019 Deutscher Rallyemeister[8] mit Škoda Auto Deutschland
- 2018: FIA European Rally Championship (ERC)[7] mit Škoda Auto Deutschland

### Ergebnisse Rallye-Europameisterschaft 2018
- 53. Azores Airlines Rallye 2018: Platz 5 ERC-U28-Wertung; Platz 12 ERC-Gesamtwertung
- 42. Rally Islas Canarias 2018: Platz 2 ERC-U28-Wertung; Platz 3 ERC-Gesamtwertung
- 6. Rally di Roma Capitale 2018: Platz 1 ERC-U28-Wertung; Platz 4 ERC-Gesamtwertung
- 48. Barum Czech Rally Zlín 2018: Platz 2 ERC-U28-Wertung; Platz 6 ERC-Gesamtwertung
- 75. Rally Poland: Platz 3 ERC-U28-Wertung; Platz 4 ERC-Gesamtwertung
- Rally Liepaja: Platz 4 ERC-U28-Wertung; Platz 4 ERC-Gesamtwertung[7]

### Ergebnisse Rallye-Weltmeisterschaft 2018
- Rallye Deutschland 2018: Platz 4 WRC2; Platz 12 WRC-Gesamtwertung[9]